# Latinsko cesarstvo
Latinsko cesarstvo (tudi Konstantinopelsko latinsko cesarstvo; uradno latinsko ime Imperium Romaniae) je bila križarska država, ki so jo po zasedbi Konstantinopla leta 1204 ustanovili voditelji četrtega križarskega pohoda. Obsegala je velik del ozemlja bivšega Bizantinskega cesarstva. Nova država naj bi bila naslovna naslednica Rimskega imperija na vzhodu, na njenem prestolu pa bi bil namesto grškega cesarja zahodni katoliški cesar. Za prvega cesarja so 16. maja 1204 okronali Balduina I. Flandrijskega (1204-1205). 
Ustanovitev Latinskega cesarstva in kronanje cesarja Balduina je bilo nekaj nenavadnega, saj so bila v Evropi kar naenkrat tri Rimska cesarstva: Sveto Rimsko cesarstvo, Latinsko cesarstvo in ostanki Bizantinskega cesarstva, nobenemu od njih pa niso vladali iz Rima.

## Zgodovina

### Ustanovitev
Po osvojitvi Bizanca leta 1204 se je po pogodbi o delitvi ozemlja Bizantinskega cesarstva (Partitio terrarum imperii Romanie), ki so jo podpisali 1. oktobra 1204, ozemlje Bizantinskega cesarstva razdelilo po naslednjem ključu: tri osmine ozemlja s Kreto in sredozemski otoki so pripadle Beneški republiki, ostalih pet osmin pa je pripadlo Latinskemu cesarstvu. Na grškem delu cesarstva je nastalo Solunsko kraljestvo, kneževina Ahaja, Atenska vojvodina in Vojvodina Arhipelag (Naxos) in kratkotrajne vojvodine Nikeja, Filipopolis in Filadelfija. Beneški dož ni bil vazal Latinskega cesarstva, vendar je imel zaradi kontrole nad tremi osminami cesarstva in delom samega Konstantinopla na dvoru zelo velik vpliv.
Grki so kasneje ponovno osvojili dele bivšega Bizantinskega cesarstva in na grškem ozemlju ustanovili Epirski despotat, v Mali Aziji pa Nikejsko in Trapezundsko cesarstvo, katerim so vladali grški aristokrati.

### Latinsko cesarstvo v Mali Aziji
V prvih vojaških pohodih v Malo Azijo leta 1205 so Latinci v bitkah pri Poemanenumu in Prusi porazili vojsko Teodorja I. Laskarisa in osvojili večino Bitinije. Vojaški uspehi so se nadaljevali in leta 1207 so z Laskarisom, ki je bil ravno imenovan za cesarja Nikeje, podpisali premirje. Latinci so oktobra 1211 ob reki Ryndakos še enkrat porazli Nikejce in tri leta kasneje so jim Nikejci s pogodbo v Nimfejumu priznali oblast nad večino Bitinije in Misije.
Obdobje miru je trajalo do leta 1222. Takrat je Nikejsko cesarstvo postalo dovolj močno, da je napadlo Latince, katerih moč je zaradi stalnih vojn v evropskih provincah močno oslabela. Leta 1124 so v bitki pri Poemanenumu porazili latinsko vojsko in že naslednje leto je bil cesar Robert I. Courtenayski prisiljen prepustiti Nikejcem vsa svoja azijska ozemlja. Ostala mu je samo Nikomedija (İzmit) in majhno ozemlje nasproti Konstantinopla. Nikeja je osvojila tudi neka egejskih otokov. Leta 1235 so Nikeji pripadla vsa latinska ozemlja v Mali Aziji. 

### Latinsko cesarstvo v Evropi
V nasprotju z Malo Azijo, kjer se je Latinsko cesarstvo soočalo samo s šibko Nikejo, je imelo cesarstvo v Evropi mnogo močnejšega sovražnika: bolgarskega carja Kalojana. Ko se je Baldvin odpravil na vojni pohod proti uporniškim bizantinskim plemičem v Trakiji, ki so za pomoč prosili carja Kalojana, so ga v Bitki pri Adrianoplu (Edirne) 14. aprila 1205 Bolgari zvabili v zasedo in potolkli njegovo težko konjenico, njega pa ujeli. Novi latinski cesar Henrik Flandrijski je imel srečo, da so Kalojana med obleganjem Soluna leta 1207 ubili in leto kasneje so Bizantinci dokončno porazili Bolgare. Po zmagi nad Bolgari je Henrik do leta 1210 osvojil večino izgubljenih ozemelj v Trakiji. Leta 1210 je z Bolgari sklenil mirovno pogodbo in se naslednje leto poročil z Marijo, hčerko novega bolgarskega carja Borila.
V istem času je na zahodu cesarstva druga grška nasledstvena država, Epirski despotat, kateremu je vladal Mihael I. Komnen Dukas, začela pritiskati na cesarjeve vazale v Tesaliji in Atenah. Henrik je od Mihaela I. zahteval, da prizna njegovo suverenost in Mihael mu je bil pripravljen ustreči. V znak dobre volje je poleti 1209 svojo hčerko poročil s Henrikovim bratom Evstahijem. Zavezništvo z Epirom je Henriku omogočilo, da se je odpravil na vojni pohod v Makedonijo, Tesalijo in osrednjo Grčijo, kjer se je uprl langobardsko plemstvo iz Soluna. Mihael je istočasno napadel Solun, vendar mu napad ni uspel in moral se je umakniti.
Leta 1214 je Mihael umrl. Nasledil ga je Teodor Komnen Dukas, ki se je odločil osvojiti Solun. 11. juni]a 1216 je Henrik med pregledovanjem obnove solunskega obzidja umrl. Nasledil ga je Peter II. Courtenayski, katerega je Teodor že naslednje leto ujel in ga usmrtil. Prestol je kot regentka zasedla Petrova vdova Jolanda Flandrijska in vladala do leta 1221, ko jo je nasledil sin Robert I. Courtenayski. 
Zaradi nove vojne z Nikejo in neprispele pomoči papeža Honorija III. in francoskega kralja Filipa II., Latinskemu cesarstvu ni uspelo preprečiti padca Soluna in mesto je leta 1224 prišlo pod epirsko oblast. Epirska vojska je potem zasedla celo Trakijo in leta 1126 prišla do samega Konstantinopla. Propad Latinskega cesarstva je preprečil bolgarski car Ivan Asen II., ki je Teodoru vsilil mirovno pogodbo, ki so jo podpisali leta 1128.

### Propadanje in padec
Leta 1228 je Robert umrl in regent je postal Ivan Briennski. Zaradi katastrofalnega poraza Epira z Bolgari v bitki pri Klokotnici je epirski pritisk na Latinsko cesarstvo prenehal, zamenjal pa ga je pritisk Nikeje, ki je začela osvajati ozemlja v Grčiji. Nikejski cesar Ivan III. Dukas Vatac je sklenil zavezništvo z Bolgari in leta 1235 so skupaj napadli Latince. Naslednje leto so neuspešno oblagali Konstantinopel. Leta 1237 je Baldvin II. postal polnoleten in je prevzel oblast nad ostanki države. Negotovo stanje v državi ga je prisililo, da je pogosto potoval v zahodno Evropo in iskal pomoč. Potovanja so bila običajno neuspešna. Da bi prišel do denarja, je bil prisiljen poseči po skrajnih ukrepih - prodal je celo svinčeno streho Velike palače, svojega edinega sina Filipa pa je predal beneškim trgovcem kot garanta za najete kredite. 
Leta 1247 so Nikejci popolnoma obkolili Konstantinopel in samo utrjeno mestno obzidje jih je zadržalo, da niso osvojili mesta. Bitka pri Pelagoniji leta 1258, v kateri so Latinci doživeli hud poraz, je pomenila začetek konca latinske prevlade v Grčiji. Sredi leta 1261, ko je bila večina latinske vojske na vojnih pohodih, je nikejski general Aleksej Strategopul odkril nebranjen del mestnega obzidja in 25. julija 1261 osvojil mesto. Mesto je razglasil za del Bizantinskega cesarstva, kateremu je takrat vladal Mihael VIII. Paleolog.

### Naslovni nasledniki
Nasledniki Baldvina II. so še kakšno stoletje uporabljali naslov cesarja propadlega Latinskega cesarstva in se imeli za neomejene gospodarje ostalih latinskih držav v Grčiji. Svojo oblast so resnično izvajali smo v letih 1333-1338, ko so bili knezi Ahaje. Čeprav se je nanje gledalo kot na naslovne cesarje, jim preživele latinske države v Grčiji suverenosti niso priznale, zato bi bil zanje bolj primeren naslov »cesarji v izgnanstvu«.

## Državna ureditev

### Uprava
Cesarstvo je bilo organizirano in upravljano po zahodnoevropskih fevdalnih načelih z nekaterimi elementi, ki so jih prevzeli od bizantinske uprave. Cesarju je pri vladanju pomagal svet, ki so ga sestavljali plemiči, predstavniki beneške podeste in šest osebnih svetovalcev. Svet je imel odločilno vlogo pri vodenju države, posebno v časih regentstev, ko je bil regent (moderator imperii) popolnoma odvisen od njegovega soglasja. Izjemno pomemben vpliv je imel tudi beneški podeštat, ki je bil praktično neodvisen od cesarja. Benečani so imeli popolno oblast v svojih četrtih v Konstantinoplu in svojih dominijonih znotraj cesarstva. Tam so imeli  svoje uradnike, podeštat pa je bil bolj beneški ambasador in podkralj kot cesarjev vazal.

### Družba
Državna elita so bili frankovski in beneški plemiči, ki jih je vodil cesar, baroni, nižje plemstvo in mnogo bivših bizantinskih aristokratov. Preprosto ljudstvo so sestavljali predvsem pravoslavni Grki, ki so bili v skladu z bizantinskim razvrščanjem po dohodkih njihovih zemljiških gospodov razdeljeni v več razredov. 

### Cerkev
Podobno, kot v vseh drugih latinskih državah, Latinci pravoslavne duhovščine niso zatrli, ampak so jo zamenjali s katoliško. Obsežna katoliška duhovščina je imela dvojen nadzor: nadzirala sta jo latinski nadškof Konstantinopla in papeški legat, dokler niso leta 1231 ustanovili dveh ločenih uradov. Katoliški monastični redi, na primer cistercijanci, dominikanci in frančiškani, so v cesarstvu dobili svoje ustanove. Pravoslavna cerkev je obdržal svoje obrede in običaje, vključno s pravico do sklepanja zakonov, vendar je bila ponižana in podrejena lokalnim latinskim škofom.

## Seznam cesarjev

### Cesarji, ki so vladali v Konstantinoplu (1204–1261)
- Balduin I. Flandrijski (1204–1205)
- Henrik Flandrijski (1206–1216), Balduinov brat
- Peter II. Courtenayski (1216–1217)
- Jolanda Flandrijska (1217–1219), Henrikova sestra
- Robert I. Courtenayski (1219–1228), kronan leta 1221, Petrov in Jolandin sin
- Balduin II. Courtenayski (1228–1261), kronan leta 1240, † 1273, Robertov brat, ki je vladal skupaj s svakom in regentom
  - Ivanom Briennskim (1229–1237)

### Cesarji v izgnanstvu (1261–1383)
- Balduin II. Courtenayski (1261–1273), ki so ga izgnali iz Konstantinopla
- Filip I. Courtenayski (1273–1283), Baldvinov sin
- Katarina I. (1283–1308), Filipova hčerka
- Karel Valoijski (1301–1308), njen mož
- Katarina II. Valoijska (1308–1346), Karlova in Katarinina hčerka, skupaj z možem
  - Filipom II. (1313–1332)
- Robert II. (1346–1364), sin
- Filip III. (1364–1373), njegov brat
- Jakob Bauxški (1373–1383), njegov nečak
- Jakob je v oporoki svoje naslovne pravice prepustil vojvodi Ludviku I. Anžujskemu, ki je bil tudi naslednik neapeljskega prestola. Ludvik in njegovi nasledniki podedovanega naslova nikoli niso uporabljali.